# Jökulhlaup

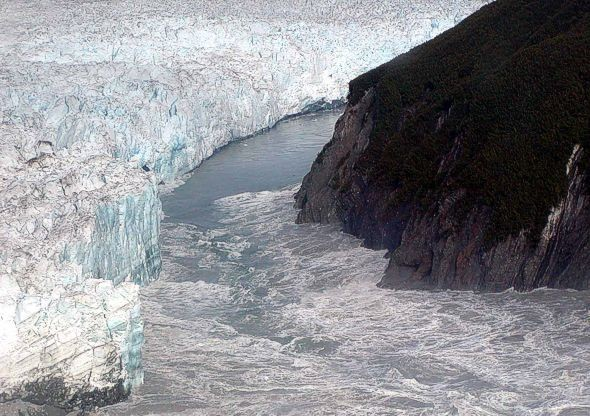
Uma enxurrada glacial

As chamadas enxurradas glaciais (tradução literal do Islandês "jökulhlaup") são causadas pela erupção de um vulcão sob um glaciar. 
O gelo sobre o vulcão derrete devido ao calor, formando-se um lago de água no estado líquido que fica coberta por uma capa de gelo. Quando esta capa colapsa ou as águas contidas por esta capa rebentam, uma enxurrada de água flui impetuosamente pela montanha abaixo com uma força que pode causar vários graus de destruição. É uma espécie de lahar (avalanche).
Como este fenômeno é comum no sul da Islândia, este termo em islandês é utilizado. Mais recentemente, em 1996, o vulcão sob os lagos Grímsvötn pertencentes ao glaciar Vatnajökull entrou em erupção, provocando cheias no rio Skeiðará que inundou o Parque Nacional Skaftafell. O Jökulhlaup atingiu um caudal de 45 000 m3s-1, destruindo partes da Hringvegur (estrada n.º 1). Depois das inundações, podiam ser vistos alguns icebergs de 10 m de altura nas margens do rio, onde a corrida glaciar os tinha deixado (ver também Mýrdalsjökull).